# Pirati dei Caraibi: La leggenda di Jack Sparrow
Pirati dei Caraibi: La leggenda di Jack Sparrow (Pirates of the Caribbean: The Legend of Jack Sparrow) è un videogioco sviluppato dalla 7 Studios e pubblicato da Bethesda Softworks e Ubisoft per PlayStation 2 e PC, basato sul film La maledizione della prima luna. Il videogioco segue gli eventi successivi a quelli della pellicola e permette al giocatore di controllare i personaggi di Jack Sparrow, Will Turner ed Elizabeth Swann, interpretati dalle voci degli attori originali, rispettivamente Johnny Depp, Orlando Bloom e Keira Knightley; sono presenti nella versione italiana alcuni dei doppiatori originali, come Fabio Boccanera per Jack Sparrow, Massimiliano Manfredi per Will Turner e Pietro Ubaldi per Hector Barbossa.

## Modalità di gioco
Il giocatore interpreta il ruolo di tutti e tre i protagonisti a turno (Jack e Will o Jack ed Elizabeth, entrambi intercambiabili) e man mano che si progredisce, ogni personaggio apprende nuove abilità o sblocca nuove armi che saranno utili per sconfiggere i nemici: molte delle altre abilità invece saranno acquistabili dal menu di pausa spendendo le monete che si possono raccogliere nei vari livelli dai nemici sconfitti o aprendo i vari forzieri sparsi nell'ambiente. Ogni personaggio dispone di cinque vite più una vita base; terminate tutte le vite si perde la partita e si ricomincia dall'ultimo checkpoint. Il gioco consente anche a un secondo giocatore di partecipare alla partita.
Ogni livello ha una serie di enigmi da completare interagendo con l'ambiente circostante, e diversi nemici da affrontare. Indipendentemente dal tipo di livello e di personaggi presenti, di solito sono presenti specifiche categorie di avversari:
• Avversari comuni: sempre presenti, sono i più numerosi e sono dediti al corpo a corpo col preciso scopo di attaccare il protagonista, spesso facendo azione di disturbo per non fargli raggiungere un posto o sconfiggere un boss.
• Tiratori: in qualunque incarnazione siano presenti, questi nemici sparano con armi o lanciano oggetti da lontano e sono tra i più fastidiosi, in quanti i loro attacchi continui disturbano il protagonista, lasciando brevi lassi di tempo per reagire.
• Picchiatori: robusti scagnozzi armati, sono i più forti fra gli avversari comuni e sono discretamente difficili da mandare al tappeto a causa della loro elevata resistenza.
• Boss: per ogni livello sono presenti uno o più boss, differenti per caratteristiche, tipi di attacchi e punti deboli.

## Trama
La storia inizia con il capitano Jack Sparrow che accompagnato dal suo amico, il maniscalco Will Turner, è alla ricerca di un tesoro, situato secondo una sua fonte nel cuore di un'antica fortezza, Fort Alvo Grande, presidiata dall'esercito spagnolo al largo delle coste di Panama. Jack e Will superano le guardie combattendo e riescono a entrare nel cortile, raggiungendo il fortino nel quale si trova il tesoro e ricongiungendosi con Stubb, un rozzo e volgare pirata che insieme ad altri suoi compari si era messo in affari con Jack. Entrati nella stanza del tesoro - il teschio di Teouxacata, un preziosissimo teschio umano d'oro - Jack e Will vengono però traditi proprio da Stubb che decide di sottrargli il tesoro. I due vengono tramortiti e lasciati sul posto, per poi essere arrestati dai soldati e condannati a morte per impiccagione venendo accusati di aver commesso diversi atti illeciti oltre quello per cui sono prigionieri. All'inizio dell'esecuzione, Jack, che vuole salvare sé stesso e Will, decide di sfruttare le ultime parole che gli sono concesse raccontando le avventure che li hanno condotti fino a lì per provare la loro buona fede, non mancando però, nel suo stile, di esagerare i fatti e aggiungere dettagli mai accaduti. 
Il racconto si apre a Port Royal, città e centro di commercio marittimo situato nel cuore della Giamaica, la notte in cui venne saccheggiato dalla ciurma maledetta della Perla Nera, la nave pirata più veloce dei Caraibi, in origine appartenente a Jack. La ciurma, guidata dal perfido capitano Hector Barbossa, suo rivale e colui che lo spodestò, approdò a Port Royal per recuperare l'ultimo di centinaia di dobloni di un tesoro azteco che trafugarono dieci anni prima da un'isola remota chiamata Isla de Muerta. Il tesoro, essendo maledetto, fece cadere sulla ciurma una tremenda maledizione, che li rese immortali, ma incapaci di provare sensazioni terrene e trasformandoli in scheletri viventi quando erano colpiti dalla luce lunare. Tuttavia, essa poteva essere sciolta se i pirati avessero restituito ogni doblone del tesoro. Essendo coinvolta Elizabeth Swann, figlia del Governatore di cui Will era innamorato da quando era ragazzino, che viene rapita dai pirati perché in possesso dell'ultimo doblone, lui e Jack si uniscono per salvarla. Jack racconta poi di come si sia introdotto nella villa di Elizabeth per aiutarla a scappare prima che i pirati, fra cui i compari Pintel e Ragetti, la catturassero, fuggendo poi dall'abitazione quando stava per esplodere, anche se nulla di tutto ciò è vero. In realtà Jack era in prigione per aver causato disordini in città, e Will lo liberò il mattino dopo.
Dopo essere scappati da Port Royal con una nave rubata, l'Interceptor, Jack e Will si imbattono in mare aperto in un galeone spagnolo comandato dall'eccentrico capitano Don Carrera de la Vega, che dopo una strenua battaglia cattura Will e lo condanna a lavorare nelle miniere d'argento, mentre Jack scappa approfittando della confusione. Il pirata tornerà poi a salvare il suo amico, ed entrambi fuggiranno dalle miniere. Salpati di nuovo, si recano a Tortuga, covo dei pirati, per reclutare un equipaggio con cui inseguire la Perla, ma si troveranno costretti ad affrontare diversi pirati nemici nelle piccole strade dell'isola oltre che Pequeño, un corpulento pirata spagnolo armato di una sciabola gigante e vecchia conoscenza di Jack, che cercherà di sconfiggerli, ma verrà battuto e si romperà una gamba nella lotta.
Dopo aver ritrovato il suo vecchio amico Joshamee Gibbs e aver arruolato alcuni uomini fra cui Cotton e Marty il Nano, Jack rincontra poi Pequeño, che gli ricorda di un affare che avevano fatto insieme: Jack avrebbe dovuto vendere in Cina per conto suo un rubino di grande valore chiamato Occhio del Drago e in cambio riportargli molto oro. Jack subito gli spiega a modo suo la vicenda: lui e Will (nonostante non fosse mai stato lì con lui) si erano recati a Formosa per trattare con la misteriosa Madame Tang, una donna del posto e acquirente del rubino, ma lei con l'inganno glielo aveva rubato ed era fuggita. Ne era scaturito così un inseguimento attraverso le strade della città e fin dentro un grande tempio, reso difficile dai soldati cinesi che la proteggevano e dal fatto che la donna fosse in realtà una maga dotata di poteri eccezionali; difatti il suo scopo era usare l'Occhio del Drago per dare potere a una statua di un dragone all'interno del tempio di Formosa e dargli la vita, cosicché la sua magia l'avrebbe resa "Imperatrice del Mondo". Dopo averla finalmente sconfitta, Jack avrebbe tentato di rimuovere il rubino dalla statua facendola invece animare e facendosi inseguire nel tempio insieme a Will, scampandole miracolosamente ma tornando a casa a mani vuote. Appresa l'assurda storia, Pequeño decide senza indugio di affondare l'Interceptor a cannonate per vendicarsi della truffa subita da Jack, ma anche stavolta i protagonisti riescono ad avere la meglio sul pirata e a fuggire da Tortuga con la nave.
Dopo un po' di tempo in mare, Jack si sveglia una mattina ed esce sul ponte solo per trovare la neve che cade, oltre che l'equipaggio completamente congelato sul posto. Sceso con Will per controllare, scopre che la nave è rimasta bloccata in un ghiacciaio, e che non sono soli. Infatti in quel luogo vivono dei misteriosi uomini di ghiaccio che cercano di sabotare la nave con dell'esplosivo, ma vengono sconfitti dai protagonisti. Jack è sicuro che si tratti di un noto equipaggio di vichinghi che, in rotta verso il Nuovo Mondo, persero la rotta e rimasero bloccati nell'Artico trasformandosi nel tempo in creature di ghiaccio; dopodiché si incammina con Will per scoprire come liberare la nave e proseguire. I due attraversano una serie di caverne ghiacciate e arrivano a scontrarsi con altri guerrieri e con il Re Vichingo e, grazie a un corno che questi possedeva, Jack richiama una grande balena bianca bloccata sotto un lago ghiacciato, che rompe la lastra di ghiaccio e divora il Re. L'animale viene poi legato all'Interceptor per disincagliarlo e ci riesce, ma Jack e Will non sono a bordo nel momento in cui parte, e sono costretti a rincorrere la nave riuscendo all'ultimo a saltarci sopra. Allontanandosi dalla zona, l'equipaggio si scongela e tutto torna alla normalità.
Finalmente i protagonisti arrivano all'Isla de Muerta, dove Jack costringe Barbossa alla resa e aiuta Will ed Elizabeth a scappare. La storia parrebbe finire così, ma la realtà è ben diversa dalla versione fantasiosa di Jack: Elizabeth è fuggita da sola e lui è stato preso e portato a bordo della Perla, dove ha un confronto con Barbossa. Questi rievoca alcune sue imprese e gli chiede come abbia fatto in particolare a compierne una: saccheggiare il porto di Nassau senza sparare un solo colpo. Jack allora inizia a raccontare.
Nel periodo in cui lui era giunto a Nassau, la città era stata presa d'assedio dal temibile James Fumonero, un pirata noto per la sua spietatezza e per l'abitudine di crearsi intorno una nube di fumo nero, da cui aveva preso il nome, per confondere e spaventare i nemici: il pirata intendeva diventare magistrato dell'isola e spodestare quello attuale. Insieme a Elizabeth (mai stata presente alla vicenda ma evocata da Jack come supporto) si era finto proprio Fumonero, sfruttando un equivoco nato col magistrato di Nassau, per togliere l'assedio e conquistare la città evacuando tutti gli abitanti, ma si era scontrato col vero James Fumonero che, furioso, aveva cercato di ucciderlo. Jack ed Elizabeth erano fuggiti da lui e, senza volerlo, erano arrivati fin sul ponte della sua nave attraccata, riuscendo infine a sconfiggerlo dopo un duro scontro.
Ridendo della sua storia, Barbossa rimanda Jack nelle celle della nave, da cui evade con Will in maniera rocambolesca mentre la Perla Nera si avvicina all'Interceptor. Nonostante riescano a tornare a bordo della loro nave, la scimmia di Barbossa ruba il doblone azteco e ritorna sulla Perla, costringendoli a seguirla. A nulla vale lo scontro con l'equipaggio maledetto, dato che i protagonisti perdono e Jack ed Elizabeth vengono catturati ed esiliati sull'Isola del Rum, lo stesso posto in cui Jack fu abbandonato la prima volta, mentre Will viene tenuto in vita perché il suo sangue è necessario per il rito atto a sciogliere la maledizione: il padre del ragazzo, Sputafuoco Bill Turner, era collegato alla vicenda.
Qui Jack propone a Elizabeth di ingannare l'attesa seguendo una mappa del tesoro in suo possesso che riguarda proprio quell'isola, affrontando nella fitta vegetazione ragni e piante carnivore giganti e delle trappole. Alla fine scoprono che anche quel tesoro era maledetto e cercano di fuggire da alcuni mostri di sabbia materializzatisi a guardia del forziere che lo conteneva. Una volta distrutti i mostri, i due si ritrovano al punto di partenza, se non che Jack ha un'idea, e salendo sul guscio di due tartarughe marine le usano come zattera. Anche stavolta però la fantasia di Jack supera la realtà: è stata Elizabeth a salvare entrambi accendendo un falò che ha attirato James Norrington, commodoro della Compagnia delle Indie Orientali sulle tracce di Elizabeth, Jack e Will, e innamorato anche lui della ragazza.
Giunto a Isla de Muerta quella notte, il commodoro attracca poco lontano dall'isola e si prepara a tendere un'imboscata alla ciurma di Barbossa, lasciando Elizabeth e Jack a bordo della sua nave, la Dauntless, per evitare che il pirata si intrometta. I pirati però, mentre tutti i soldati della Compagnia sono assenti, assaltano la nave a bordo delle loro scialuppe e Jack ed Elizabeth si ritrovano ad affrontarli da soli. La ragazza vorrebbe far suonare la campana sul ponte per dare l'allarme ma i pirati la rompono rubando i pezzi. Jack ed Elizabeth si battono e rimettono insieme la campana, ma al momento di rimontare il battaglio Pintel e Ragetti, arrivati a bordo, lo buttano a mare. Per fortuna i protagonisti hanno la meglio e riescono a sconfiggerli costringendoli a buttarsi a mare a loro volta; nella lotta Ragetti perde l'occhio di legno, che viene poi usato da Jack al posto del battaglio per suonare la campana. Arrivati in aiuto, i soldati combattono contro i pirati rimasti mentre nella confusione Elizabeth invita Jack a prendere una scialuppa per raggiungere l'isola e liberare Will.
Attraversando un percorso nascosto che porta al tesoro azteco, i due si scontrano con altri pirati maledetti che cercano di fermarli finché non arrivano all'ingresso della grotta, separata da loro da un tratto d'acqua. Improvvisamente vengono attaccati da un gigantesco e feroce serpente marino, il Serpiente de Muerta, che gli darà del filo da torcere. Finalmente riescono a sconfiggerlo, e il mostro, accasciandosi, crea un ponte improvvisato col suo enorme collo verso la grotta. Mentre Elizabeth resta a trattenere alcuni pirati che li hanno seguiti, Jack ritorna nella grotta e libera Will proprio nel momento in cui sta per essere ucciso da Barbossa. Barbossa fugge ritirandosi nei meandri della grotta mentre Jack e Will rimangono a combattere i suoi uomini. Subito dopo entrambi prendono per curiosità un po' di monete dal forziere maledetto, ritrovandosi anch'essi sotto forma di scheletri viventi alla luce della luna e, diventando semi-invulnerabili, si creano un vantaggio contro gli attacchi nemici. Inseguendo Barbossa, lo raggiungono nell'ultima grotta dove ha luogo il duello finale tra l'infido pirata e i protagonisti. Mentre stanno combattendo, Jack recupera al volo l'ultima moneta e la lancia a Will, per poi sparare un colpo di pistola a Barbossa, quell'unico colpo che aveva conservato per dieci anni solo per lui, tanto che Barbossa lo schernisce ritenendolo sprecato. Ma per risposta Will marchia le monete col suo sangue e spezza la maledizione: Barbossa, incredulo, ritorna mortale, poi muore per la ferita.
Ormai a storia conclusa, Jack spiega che una volta spezzato il maleficio, Isla de Muerta si inabissò, portando con sé Barbossa e i suoi uomini insieme al tesoro, mentre lui, Will ed Elizabeth riuscirono ad andarsene. Nonostante il racconto, vengono comunque condannati a morte, ma a sorpresa Elizabeth spunta dalla folla e tirando un'ascia taglia i cappi di Jack e Will salvandoli: la storia era in realtà uno stratagemma per prendere tempo. Ora riuniti, i protagonisti combattono contro i soldati e contro tre sicari spagnoli intervenuti sul posto, i fratelli Chavez, sconfiggendo anche loro. Scappati dal cortile dell'esecuzione e assistiti dai loro amici dell'equipaggio, si fanno strada fra i nemici fino alla Perla Nera, attraccata al molo per portarli via ma rimasta sotto il fuoco dei cannoni del forte. Prima di salpare, allora, Jack, Will ed Elizabeth decidono di usare i loro cannoni per rispondere al fuoco di Fort Alvo Grande, distruggendolo. Infine la Perla si allontana in mare, finalmente libera. 
Qualche settimana dopo, Jack e Will entrano in una taverna abbandonata in un luogo sconosciuto, piena di uomini morti. Si scopre essere il gruppo di Stubb, ormai morto anche lui, che i due hanno finalmente rintracciato per riprendersi il teschio di Teouxacata. L'oggetto si trova su un tavolo davanti a Stubb e Jack si avvicina per prenderlo, ma con sgomento di entrambi Stubb e gli altri cadaveri riprendono vita mentre il teschio si illumina; il pirata rivela che dopo poco tempo in loro possesso il teschio, l'ennesimo oggetto maledetto e soprattutto senziente, li trasformò in morti viventi e li rese suoi schiavi, costringendoli a compiere il suo volere. Ora sembra che voglia la vita di Jack e Will e i due, sguainate ancora una volta le spade e circondati nuovamente da altri pirati non-morti, si preparano ad affrontare una nuova avventura.

## Accoglienza
GameRankings e Metacritic gli hanno assegnato un punteggio del 53.58% e di 51 su 100 con recensioni "miste o medie" per la versione per PlayStation 2 e 48.80% e 49 su 100 per la versione PC , con recensioni "generalmente sfavorevoli".